# Source Sans Pro
Source Sans Pro — семейство шрифтов класса гротеск, относящийся к стилю шрифтов без засечек, созданных Полом Д. Хантом для Adobe Systems. Это первая гарнитура с открытым исходным кодом от Adobe, распространяемая по открытой лицензии SIL Open Font License.
Рисунок шрифта вдохновлён формами готических гарнитур Морриса Фуллера Бентона из American Type Founders, такими как News Gothic, Lightline Gothic и Franklin Gothic, модифицированных большей шириной и высотой знаков, а также влиянием внешнего вида гуманистических курсивов. Он доступен в шести размерах (обычный, сверхлегкий, светлый, полужирный, жирный, чёрный) в прямом и курсивном стилях. Шрифт имеет широкую языковую поддержку латиницы, в том числе западных и восточных европейских языков, кириллицу, вьетнамский, романизацию китайской пиньинь и навахо.

## Семейство шрифтов от Adobe с открытым исходным кодом
- Source Sans Pro — первый член семейства с открытым исходным кодом
- Source Code Pro — второй член семейства с открытым исходным кодом
- Source Serif Pro — третий разрабатываемый шрифт
- Source Han Sans — четвёртый шрифт, впервые включающий символы CJK
- Source Han Serif — последняя шрифтовая гарнитура шрифтов с засечками, разрабатываемая Adobe, имеющая символы CJK[7].